# Gelosia
|  | Per a altres significats, vegeu «Gelosia (desambiguació)». |

La gelosia o zels és una emoció sentida per aquell que percep que una altra persona dona a una tercera una cosa que ell vol per a si (normalment atenció, amor, o afecte). Per exemple, el cas d'un nen que veu que sos pares donen caramels a son germà i no a ell. Mentre que la gelosia del nen pot ser apagada donant-li també caramels, aqueix no sol ser el cas de l'amant gelós, que pretén que l'altra persona li dediqui la seva atenció de manera exclusiva.
Es pot considerar la gelosia com una mostra d'amor, al·legant que quan una parella sent gelosia és indicatiu que no existeix indiferència. Tot i que també es poden considerar una mostra de desconfiança cap a l'amant. La gelosia s'ha associat sempre a l'amor a través de cançons, contes, llibres i d'altres manifestacions culturals. La gelosia fa passar-ho malament i, segons la seva intensitat, duu a conductes de control malsanes i inacceptables en les relacions afectives, ja que els comportaments controladors sovint són un element important (a vegades fins i tot el primer) en les relacions abusives.[1] http://mind-u.cat/ca/relacions-de-parella-abusives/ A més, no garanteix que l'altra persona estigui sempre amb la seva parella, ni és cap remei per a la inseguretat. Sol ser un símptoma de possessió i de manca de confiança en la parella.
En la inferioritat, ser símptoma d'un complex d'inferioritat. Alguns psicòlegs afirmen que la gelosia és l'exteriorització de la pròpia desconfiança o desamor propi. Un nen molt dependent de sos pares materialment i afectiva pot convertir-se en una persona molt gelosa en una edat més avançada.
La gelosia es diferencia de l'enveja, perquè és la por de perdre alguna cosa que ja es posseeix, en canvi l'enveja és el desig de tenir allò que posseeix alguna altra persona i que hom mateix no té. Tot i així, l'enveja pot ser motiu perquè aparegui la gelosia.

## Tipus de gelosia
- Gelosia en la parella. En aquest cas, un dels dos de la parella o tots dos poden tenir un caràcter egoista i possessiu.
- Gelosia en el treball. Els membres d'un grup de treball poden ser competitius, desconfiats i això pot portar a una gelosia en l'àmbit professional.
- Gelosia en els amics. En el grup d'amics pot aparèixer a partir de les comparacions entre ells, sol ser la menys freqüent.

## La gelosia infantil
La gelosia infantil és habitual en el moment evolutiu del nen, apareix entre els infants d'1 a 5 o 7 anys, tot i que es pot dir que als primers 5 mesos de vida també pot aparèixer.
Al primer any de vida del nen apareix l'estimació per les persones amb el qual tenen més contacte, normalment són els pares, per tant es produeix una vinculació emocional i necessitat física molt forta.
La gelosia infantil pot aparèixer per diverses causes, que poden ser reals o irreals. La causa més freqüent sol ser la del naixement d'un germà o germana. 
Unes altres causes del comportament gelós:
- Nens adoptats, els fills biològics poden generar aquest sentiment.
- Por a perdre l'efecte.
- Diferencia d'edat dels germans i el lloc que ocupa, perquè normalment el més petit és el que rep més atenció.
- Factor socioculturals i educatius.
- Segons el tipus de família, sobretot en famílies amb dos nens.
- A l'escola, el tracte del mestre a l'alumne, però no sol ser habitual.